# Yang Bin (halterófilo)
Yang Bin (en chino: 杨斌; 1977) es un deportista chino que compitió en halterofilia. Ganó una medalla de plata en el Campeonato Mundial de Halterofilia de 1997, en la categoría de 54 kg.

## Palmarés internacional
| Campeonato Mundial | Campeonato Mundial     | Campeonato Mundial | Campeonato Mundial |
| Año                | Lugar                  | Medalla            | Categoría          |
| ------------------ | ---------------------- | ------------------ | ------------------ |
| 1997               | Chiang Mai (Tailandia) | Medalla de plata   | 54 kg              |